# Станија Добројевић
Станија Добројевић (Вировитица, 17. март 1985) српска је манекенка и певачица. Истакла се учешћем у ријалити-такмичењу Сурвајвор VIP: Костарика (2012). Победница је шесте сезоне ријалити-такмичења Фарма (2015). Појавила се на насловним странама часописа Maxim и Playboy.

## Биографија
Рођена је 17. марта 1985. године у Вировитици, СР Хрватска, СФР Југославија. Њен отац, Драган, током рата у Хрватској 1995. године изгубио је живот. Станијина мајка Славица је са својим сином Санијем и ћерком избегла у Руму. Након завршене основне школе у Руми, Станија је завршила митровачку Економску школу „9. мај”. Након тога је уписала Економски факултет Универзитета у Новом Саду. У оквиру програма Ворк енд травел, Станија 2005. године, током студија, одлази у САД где добија посао у казину у Атлантик Ситију, да би три године касније почела да се бави моделингом у Мајамију.
Учествовала је у ријалити-емисији Сурвајвор Србија ВИП: Костарика 2012. године, где је дисквалификована због физичког сукоба са македонском Плејбој зечицом Александром Наковом. Током 2013. године улази у ријалити-емисију Фарма 4 где осваја друго место, иза Сулејмана Хаљевца. Затим током 2015. године улази у ријалити-шоу Фарма 6 где осваја прво место и награду од 50 000 евра. Касније, након краће медијске паузе, 2018. године улази у ријалити-шоу Задруга 2, где осваја треће место. Током 2021. године учествовала је у ријалити-такмичењу Задруга 5.

## Учешће у ријалити програмима
- Сурвајвор Србија ВИП: Костарика (2012), дисквалификована
- Фарма 4 (2013), другопласирана
- Фарма 6 (2015), победница
- Задруга 2 (2018/19), треће место
- Задруга 5 (2021)